# Clausena engleri
Clausena engleri är en vinruteväxtart som beskrevs av T. Tanaka. Clausena engleri ingår i släktet Clausena och familjen vinruteväxter. Inga underarter finns listade i Catalogue of Life.